# مايكل كوروس (علامة تجارية)

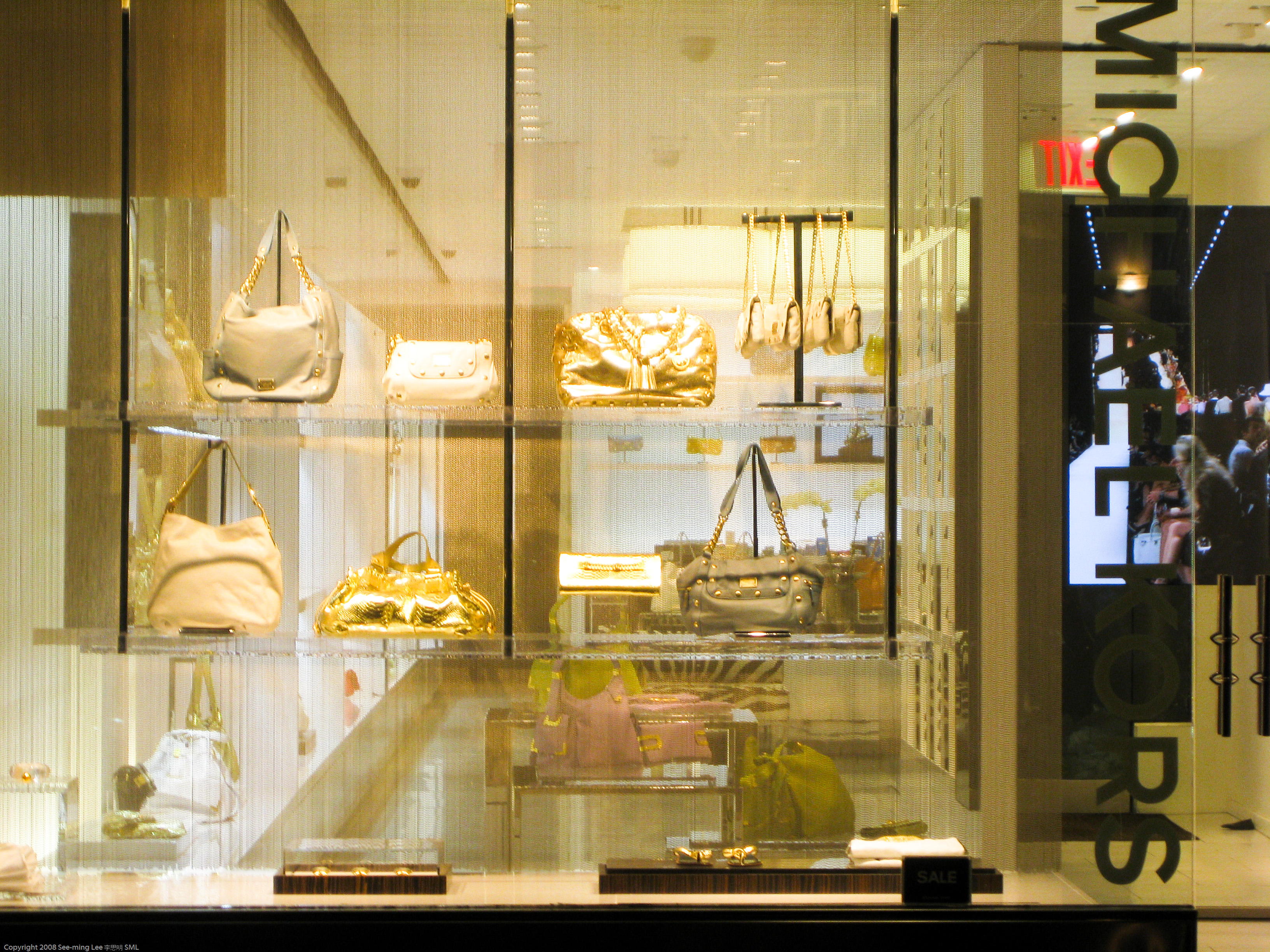
متجر شنط يد مايكل كورس

كابري هولدينجز ليميتيد (المعروفة سابقًا باسم مايكل كورس هولدينجز ليميتيد) هي شركة أزياء قابضة متعددة الجنسيات، تأسست في جزر العذراء البريطانية، والمكاتب التنفيذية الرئيسية في لندن، ومقر العمليات في نيويورك. بدأت في عام 1981 من قبل المصمم الأمريكي مايكل كوروس. تبيع الشركة الملابس والأحذية والساعات وحقائب اليد وغيرها من الملحقات. كانت حقائب اليد «مايكل كورس» من أشهر الأزياء الشائعة بين الفتيات المراهقات وفقًا لمسح أجري عام 2015. في نفس العام كان لدى مايكل كورس أكثر من 550 متجرًا وأكثر من 1500 بوتيك في مختلف البلدان.

## خلفية
التحق المؤسس مايكل كورس بـمعهد الأزياء للتكنولوجيا في مدينة نيويورك عام 1977، لكنه ترك الدراسة بعد تسعة أشهر. أخذ وظيفة مندوب مبيعات في متجر يسمى لوثرز على الجانب الآخر من بيرغدورف جوودمان في شارع 57 في وسط مانهاتن، أصبح فيما بعد المصمم ورئيس العرض المرئي للمحل.

## التاريخ
لاحظ دون ميلو، مدير الأزياء في بيرجدورف، المعروضات والملابس، وسأل عما إذا كان سيعرض مجموعته على مشتري بيرغدورف جودمان. في عام 1981، أطلق كورس علامة مايكل كورس النسائية في بيرجدورف جوودمان. في عام 1990، أطلقت الشركة KORS مايكل كورس كمرخص لها.
في عام 1993، أُجبرت الشركة على تقديم ملف بموجب الفصل 11، بسبب إغلاق شريك الترخيص لشركة كورس «مايكل كورس». بعد وضع خط كورس في الانتظار، صمم ملصقات أخرى قبل إعادة إطلاقه في عام 1997 بخط أقل سعرًا، وفي نفس العام تم اختياره كأول مصمم أزياء نسائية جاهزة للدار الفرنسية سلين.
في عام 2002، أطلق كورس خط الملابس الرجالية الخاص به. ترك كورس سلين في أكتوبر 2003 للتركيز على علامته التجارية الخاصة من خلال الشركة القابضة مايكل كورس هولدينجز ليمتد (MKH Ltd)، التي أعيد إطلاقها بأغلبية 100 مليون دولار من مستثمر الأزياء الكندي لورانس سترول وشريكه في هونغ كونغ سيلاس تشو، الذي سبق له شراء شركة تومي هيلفيغر في عام 1989. تم تعيين جون دي ايدول لاحقًا كمدير تنفيذي للشركة، مع حصة من الأسهم. تم إطلاق خط كورس «مايكل كورس» في عام 2004، والذي تضمن حقائب اليد والأحذية النسائية وكذلك الملابس النسائية الجاهزة.
في عام 2011، قاد سترول أند شو إطلاق سوق الأوراق المالية في MKH Ltd في بورصة نيويورك، مما جعلهم ومايكل كورس من أصحاب المليارات. في يونيو 2018، باع تشو آخر استثمار له في كورس.

## العمليات
بحلول عام 2014، بلغت الإيرادات السنوية للشركة 3.2 مليار دولار، مع صافي دخل قدره 670 مليون دولار. بحلول أبريل 2017، كان لدى الشركة 827 متجرًا بمنفذ بيع و133 متجرًا مرخصًا. منذ عام 2017، قالت الشركة إنها لن تستخدم فرو الحيوانات في أي من منتجاتها. في عام 2018، أعلن مايكل كورس عن متجرين جديدين، أحدهما في واترلو، نيويورك، بالإضافة إلى فيرفيو بارك مول في كيتشنر، أونتاريو.

## عملية شراء: جيمي تشو، فيرزاتشي
في يوليو 2017، اشترت مايكل كورس هولدينجز ليميتيد شركة جيمي تشو ليميتيد مقابل 897 مليون جنيه إسترليني. في سبتمبر 2018، أعلنت شركة مايكل كورس عن صفقة للاستحواذ على شركة فيرزاتشي. تبلغ قيمة شركة الأزياء الإيطالية 2.1 مليار دولار. خططت كابري هولدينجز لزيادة بصمة البيع بالتجزئة العالمية لشركة فيرزاتشي من حوالي 200 إلى 300 متجر. في 2 يناير 2019 بعد إبرام الصفقة، تمت إعادة تسمية الشركة إلى كابري هولدينجز.

## حماية العلامة التجارية
في كندا، كان هناك العديد من حقائب ومحافظ مايكل كورس المقلدة وعناصر أخرى في مونتريال، كيبيك. في محاولة لإنهاء الإنتاج المزيف وفرض حقوق العلامات التجارية، بدأت العلامة التجارية إجراءات ضد شبكة رئيسية من الموردين والبائعين المزيفين، وداهمت مواقع متعددة في جميع أنحاء منطقة مونتريال الكبرى.

## روابط خارجية
- الموقع الرسمي
- - بيانات النشاط التجاري لـ Michael Kors: مالية جوجل
  - ياهو! المالية
  - رويترز
  -  إيداع هيئة الأوراق المالية والبورصات